# Fächer
Ein Fächer ist ein etwa blattförmiger Gegenstand, der durch Hin- und Herwedeln einen Luftzug verursacht. Der Luftzug kühlt bei Hitze das Gesicht durch Verdunstungskälte. Während in Europa Fächer fast ausschließlich von Frauen benutzt wurden und heute kaum noch verbreitet sind, werden sie in Asien bis heute im Alltag von beiden Geschlechtern verwendet.
Der Fächer war und ist kein reiner Gebrauchsgegenstand: In Europa war er modisches Accessoire, Statussymbol und Hilfsmittel der Koketterie. In Japan ist er ein Requisit bei traditionellen Tänzen, das als Verlängerung des Armes die Ausdruckskraft der Gestik steigert. Hier wie dort wurde von der Möglichkeit, das Gesicht dahinter zu verbergen, rege Gebrauch gemacht. In Bielefeld befindet sich das Deutsche Fächermuseum, welches sich der Geschichte und Präsentation aus verschiedenen Epochen widmet und eine Fachbibliothek bereitstellt.

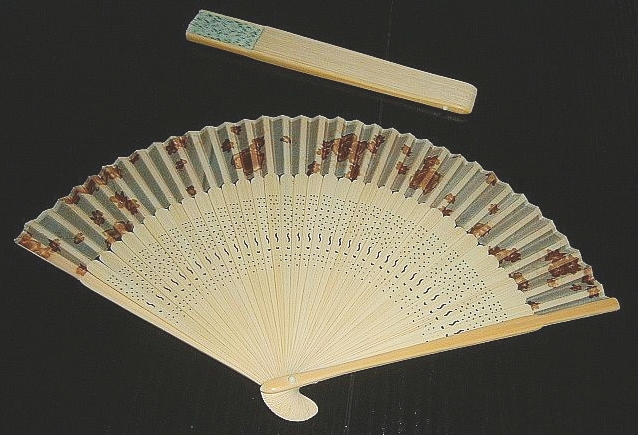
Japanischer Faltfächer

## Geschichte
Frühe Darstellungen von Fächern sind aus dem alten Ägypten bekannt. Dabei handelte es sich allerdings nicht um in der Hand gehaltene Fächer, sondern um große Wedel, die von Dienern bewegt wurden, um der Herrschaft Luft zuzufächeln.
In der Hand gehaltene vom Fächermacher gefertigte Fächer finden sich in Europa ab dem 16. Jahrhundert. In Trachtenbüchern und Porträts der Zeit sind Fächer vor allem für Italien dokumentiert, darunter der Fahnenfächer (in Form eines starren Fähnchens am Stiel) als venezianische Sonderform, aber auch Federbüsche und Faltfächer.
Die Flächigkeit der meisten Fächerarten lud zu dekorativer Gestaltung ein. Die Stäbe wurden beschnitzt, durchbrochen oder vergoldet. Die Blätter von Faltfächern wurden kunstvoll bemalt. Häufige Motive waren altgriechische Legenden, Bibel-, Schäfer- und Hafenszenen, Chinoiserien und zeitgenössische Sujets. Vor allem ab dem späten 18. Jahrhundert wurden aktuelle Ereignisse dargestellt, vom 1700. Jahrestag des Ausbruchs des Vesuvs über den Flug der Montgolfière bis zur Französischen Revolution.

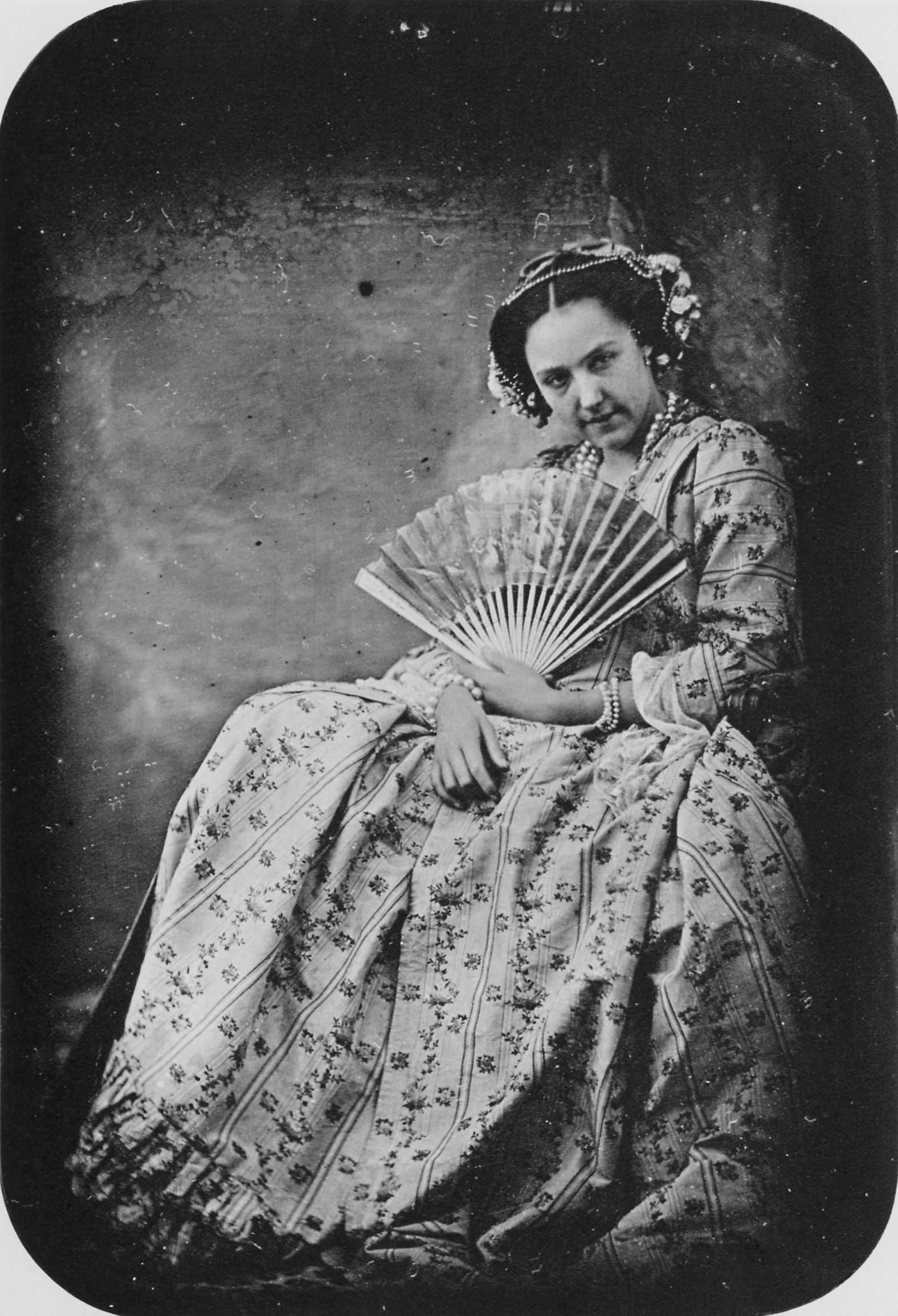
Hippolyte Bayard: Dame mit Fächer, 1843

Bis zum frühen 20. Jahrhundert war der Fächer ein nahezu unverzichtbares modisches Accessoire der Dame. Die aufwendige und teure Herstellung machte ihn zum Statussymbol, die Feinheit und Empfindlichkeit zum Symbol der Weiblichkeit. Damen ließen sich mit dem Fächer in der Hand porträtieren und verwendeten ihn auf Gesellschaften, um kokett dahinter hervorzublinzeln.
Ab Ende des 19. Jahrhunderts dienen aus Holzplättchen gefertigte Briséfächer auch als Tanzkarten, indem sich die Herren auf den Blättern des Fächers eintragen, oder als Souvenirs, indem Freunde sich mit einem Spruch und Autogramm verewigen. Bekannt sind die Fächer, die Oskar Kokoschka für Alma Mahler-Werfel schuf – „Liebesbriefe in Bildsprache“, wie er sie selbst bezeichnete.
in Paris Ernest Kees
Anfang des 20. Jahrhunderts wurden Fächer auch als Werbegeschenke verwendet. In Japan ist das bis heute üblich.
Anders als in Asien werden in Europa heute kaum noch Fächer gefertigt. Die letzten Fächerateliers befinden sich in Paris und London sowie in Spanien, wo aber hauptsächlich billige Souvenirfächer und traditionelle sogenannte Flamencofächer hergestellt werden.

## Fächersprache
Im Zusammenhang mit Fächern ist oft von der „Fächersprache“ die Rede. Fächer sollen ab dem 18. Jahrhundert verwendet worden sein, um bei gesellschaftlichen Zusammenkünften nonverbale Geheimbotschaften auszutauschen. Regelrechte Wörterbücher ordnen einer Fächergeste (z. B. „Fächer geschlossen an die linke Wange gehalten“) eine Aussage (z. B. „Ich liebe dich“) zu. Es soll sogar Kurse gegeben haben, in denen die Fächersprache gelehrt wurde. Wie die Geheimbotschaften geheim bleiben konnten, wenn ihre Bedeutung allgemein bekannt war (oder andersherum, wie der Empfänger sie verstehen konnte, wenn die Bedeutung geheim war), bleibt unerwähnt.
Tatsächlich listet ein Buch von 1757 verschiedene Gemütsbewegungen auf und nennt die zugehörigen Arten, einen Fächer zu halten. Dabei geht es aber eigentlich nur um die Deutung von Körpersprache, die durch den Fächer betont wird, und darum, wie der Fächer als Requisit der Balz eingesetzt werden kann (z. B. ihn fallen zu lassen, auf dass der Angebalzte ihn aufhebe). Der einzige Beleg für die direkte Zuordnung von Geste und Aussage ist eine nicht datierte Veröffentlichung des Fächerherstellers Duvelleroy (seit 1827). Es ist davon auszugehen, dass die Fächersprache als Marketing-Instrument dieser Firma erfunden wurde, wahrscheinlich gegen Ende des 19. Jahrhunderts.

## Fächerarten
Fächer werden nach der Form und Technik unterschieden.

### Briséfächer
Briséfächer sind die einfachste Art des faltbaren Fächers: Mehrere Stäbe in Form sehr langer Keile werden aufeinandergelegt, durch eine Bohrung im unteren Ende wird ein Stift geführt, der sie zusammenhält, und die oberen Enden werden durch ein Band zusammengehalten. Dadurch ist es möglich, den Fächer platzsparend zusammenzuklappen, wenn er nicht benutzt wird. Die Stäbe sind aus Holz, Elfenbein, Schildpatt oder Horn. Briséfächer finden sich vor allem im frühen 19. Jahrhundert, um 1800–1830 und im heutigen China.

### Faltfächer
Die bekannteste und verbreitetste Fächerart ist gewissermaßen eine Abart des Briséfächers: Wie bei jenem werden Stäbe durch einen Stift am unteren Ende und ein Band am oberen zusammengehalten. Nur dass hier das Band so breit ist, dass es ein Viertel bis zwei Drittel der Stablänge einnimmt, während die Stäbe dort, wo das Band (das in diesem Fall Blatt heißt) aufgeklebt ist, nur 4–5 mm breit sind. Teilweise (vor allem im späten 18. Jh. und bei japanischen Tanzfächern) sind die Stäbe gar auf ganzer Länge schmal; die notwendige Flächigkeit entsteht nur durch das Blatt. Das Blatt besteht meistens aus Papier, bis um 1800 oft aus Schwanenhaut oder Pergament, ab ca. 1770 auch aus Stoff. Ab Ende des 19. Jh. werden Fächerblätter auch aus Spitze gefertigt. Es gibt mehrere Abarten des Faltfächers, darunter:

#### Cabrioletfächer
Ein Faltfächer mit zwei, selten auch drei konzentrisch angeordneten Blättern, die an denselben Stäben montiert sind, bzw. einem entsprechend geteilten Blatt. Derartige Fächer wurden ursprünglich in Frankreich in der Mitte des 18. Jahrhunderts gefertigt und zeigten häufig für das damalige Paris typisch gewordene Motive von offenen Pferdewagen.

#### Teleskopfächer
Eine Abart des Faltfächers, bei der das Blatt an den Stäben entlang auf- und niedergeschoben werden kann. Wahrscheinlich wurde er gegen Ende des 18. Jh. erfunden, als die großen, unter dem Rock getragenen Taschen durch kleinere Handgelenksbeutel ersetzt wurden. Ist das Blatt ganz nach unten geschoben, ist der Fächer gut halb so lang wie ein normaler Faltfächer und kann zu mehr als 180° geöffnet werden. Wird das Blatt ganz nach oben geschoben, lässt sich der Fächer zu weniger als 180° öffnen, hat aber die Fläche eines normalen Fächers.

#### Federfächer
Anstatt eines Papier- oder Lederblattes sind Vogelfedern – meistens vom Strauß – auf die Stäbe aufgeklebt. Diese Fächerart war im späten 19. und frühen 20. Jh. üblich, vor allem für Ballfächer.

#### Ballonfächer
Ein Faltfächer, dessen Stäbe zur Mitte hin länger werden, so dass das Blatt die Form eines Heißluftballons hat. Diese Form war um 1890–1920 populär.

### Radfächer
Das stablose Blatt liegt zwischen zwei deutlich längeren Deckstäben, die im geschlossenen Zustand das Blatt verbergen und schützen. Er lässt sich zu 360° so auffächern, dass die langen Deckstäbe einen Stiel bilden. Solche Fächer werden heute vor allem in China hergestellt und sind in Europa als billige „Handtaschenfächer“ erhältlich.

### Parasolfächer

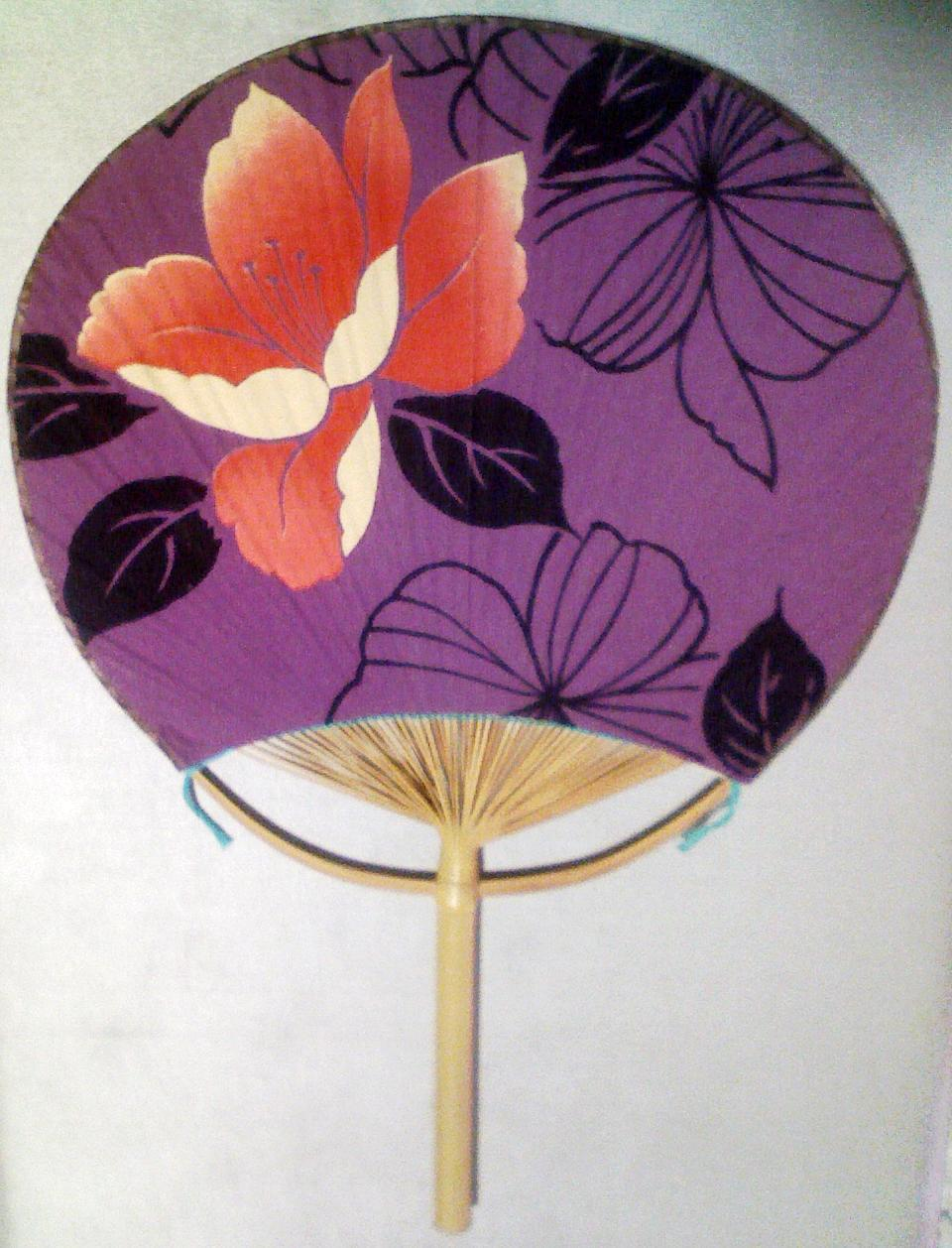
Japanischer Blattfächer

Das Fächerblatt lässt sich zu einem vollen Kreis aufklappen und mittels eines Gelenks, das es mit einem Stab verbindet, kippen. Daher kann ein Parasolfächer wie ein Radfächer oder wie ein Mini-Sonnenschirm benutzt werden.

### Blattfächer
Neben dem Faltfächer (ōgi) sind in Japan die Blattfächer (uchiwa) üblich. Es handelt sich dabei um einen am oberen Ende vielfach gesplissenen und mit Papier überzogenen Bambusstab. Anders als der Faltfächer und dessen Variationen hat er eine feste Form.

### Deckenfächer
Der an der Zimmerdecke befestigte Pankha (Hindi für Fächer) oder Punkah (diese Schreibweise kam im 19. Jahrhundert in den englischen Kolonien auf) war der luxuriöse Vorläufer des Deckenventilators. 

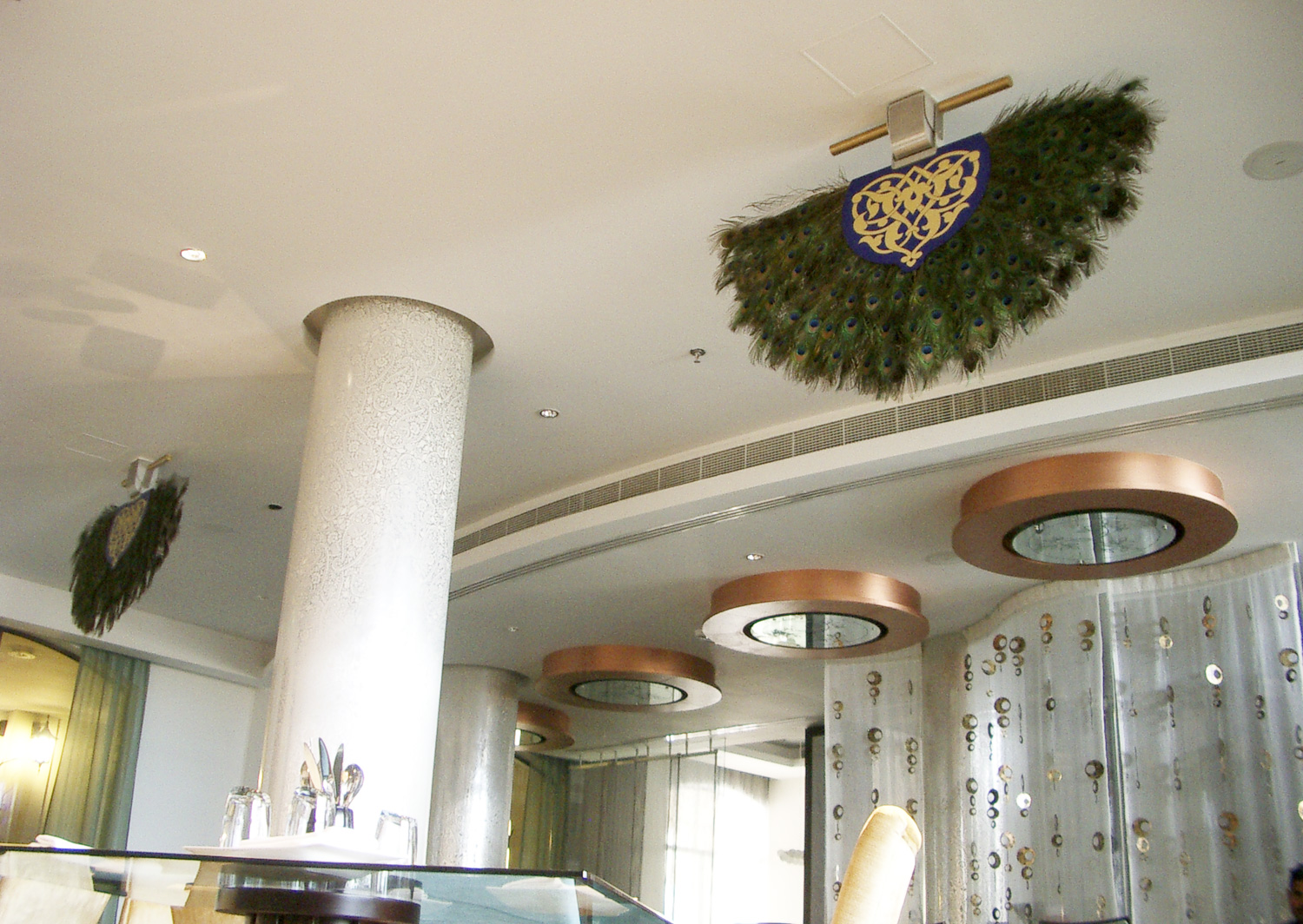
Computergesteuerte Punkah Deckenfächer mit Fächern aus Pfauenfedern (Jumeirah Beach Residence, VAE).

 Er war bis zum Ende des 19. Jahrhunderts besonders in Indien weit verbreitet und wurde mit der Erfindung des billiger zu produzierenden Drehventilators zu Beginn des 20. Jahrhunderts zunehmend durch diesen verdrängt.
Moderne Punkahs verfügen über eine computergesteuerte Technik, um das lautlose und langsame Pendeln der früher rein manuellen Bedienung nachzuempfinden.

### Eiserner Fächer
Der Tessen [tɛsːɛɴ] (jap. 鉄扇, dt. eiserner Fächer) war eine verborgene Waffe der Samurai.

### Feuerfächer
Feuerfächer sind Fächer, die normalerweise aus festem Metall und Dochtband konstruiert sind. Sie werden zum Feuertanz und für Feuerdarbietungen verwendet.

## Bestandteile des Fächers
Die einzelnen Bestandteile des Fächers haben sich über die Jahrhunderte kaum verändert. In seine Grundbestandteile zerlegt, besteht der Fächer aus dem Fächerblatt, den Stäben, dem Dorn und dem Bügel.

### Fächerblatt
Das Fächerblatt bildet den sichtbaren Teil des Fächers ab. Es stellt die Bespannung des Faltfächers auf den Stäben dar. Auf dem Fächerblatt werden verschiedene Motive (gedruckt, bemalt oder gestickt) dargestellt. Die Motive auf dem Fächerblatt haben sich mit der Zeit gewandelt. Beispiele für beliebte Motive sind Götterbilder, Pflanzen, Tiere, Vögel, klassische Werke oder historische Ereignisse. Das Blatt kann aus den verschiedensten Materialien bestehen (Pergament, Schwanenhaut, Papier, Leder, Seide, Spitze).

### Stäbe
Die Stäbe sind wesentliche Bestandteile des Fächers. Auf den Fächerstäben ist das Blatt befestigt. Der Faltfächer ist durch ein bewegliches Gerüst aus Stäben charakterisiert. Die zwei verstärkten Stäbe an den äußeren Rändern werden Deckstäbe genannt. Im geschlossenen Zustand schützen sie den Fächer. Die Fächerstäbe eine Faltfächers sind charakteristisch aufgebaut. Es lassen sich Fächerhals, Zunge, Schulter und Kopf unterscheiden.

### Dorn
Der Dorn gilt als Verbindungsstück des Fächers. Er hält als Stift die Stäbe am unteren Ende, dem Kopf, zusammen. Zusätzlich kann der Dorn eine kleine Scheibe enthalten. Diese wird als Auge bezeichnet. Der Dorn ist typischerweise aus Metall hergestellt und kann zum Beispiel mit einem geschliffenen Glasstein oder Bergkristallen verziert sein. Häufig wird der Dorn auch als Rivet oder Pivot Pin bezeichnet.

### Bügel
Der Bügel ist ein weiterer Bestandteil des Fächers. Er nimmt die Form einer Spange oder eines Hufeisens ein. Er wird auch vom Dorn am Kopf des Fächers gehalten.